# Steppelantaarntje
Het Steppelantaarntje (Ischnura aralensis) is een juffer uit de familie van de waterjuffers (Coenagrionidae).
De soort staat op de Rode Lijst van de IUCN als gevoelig, beoordelingsjaar 2007.
De wetenschappelijke naam van de soort werd in 1979 gepubliceerd door Haritonov. De Nederlandstalige naam is ontleend aan Veldgids Libellen.

## Synoniemen
- Ischnura haritonovi Dumont, 1997